# Morgny-la-Pommeraye
 Morgny-la-Pommeraye  es una población y comuna francesa, en la región de Alta Normandía, departamento de Sena Marítimo, en el distrito de Rouen y cantón de Buchy.

## Demografía
| 313 | 309 | 474 | 590 | 793 | 892 |
| Para los censos de 1962 a 1999 la población legal corresponde a la población sin duplicidades (Fuente: INSEE [Consultar]) |     |     |     |     |     |